# مجلس الوزراء الكويتي (مايو 2011)
مجلس الوزراء الكويتي - مايو 2011 أو الحكومة الكويتية الثامنة والعشرون أو حكومة ناصر المحمد السابعة هي الوزارة رقم 28 في تاريخ دولة الكويت منذ الاستقلال عام 1961، تشكّلت في تاريخ 8 مايو 2011، برئاسة الشيخ ناصر المحمد الأحمد الصباح، واستمرت حتى 28 نوفمبر من العام نفسه، وهي آخر حكومة برئاسته.

## التشكيلة الوزارية
- رئيس الوزراء: ناصر المحمد الأحمد الصباح
- نائب أول لرئيس مجلس الوزراء ووزير الدفاع: جابر المبارك الصباح
- نائب رئيس مجلس الوزراء ووزير الداخلية: أحمد الحمود الجابر الصباح
- نائب رئيس مجلس الوزراء ووزيرالخارجية: محمد صباح السالم الصباح (استقالة)
- نائب رئيس مجلس الوزراء ووزير الدولة لشؤون التنمية ووزير الدولة لشؤون الإسكان: أحمد فهد الأحمد الصباح(استقالة)
- نائب رئيس مجلس الوزراء ووزير العدل ووزير الشؤون الاجتماعية والعمل: محمد محسن العفاسي
- وزير الدولة لشؤون مجلس الوزراء ووزير الخارجية بالوكالة: علي فهد راشد الراشد
- وزير المالية: مصطفى جاسم الشمالي
- وزير الأشغال العامة ووزير الدولة لشؤون البلدية: فاضل صفر
- وزير النفط ووزير الدولة لشؤون مجلس الأمة: محمد محسن البصيري
- وزير الصحة: هلال مساعد الساير
- وزير التربية ووزير التعليم العالي: أحمد عبد المحسن المليفي
- وزير التجارة والصناعة: أماني خالد بورسلي
- وزير الكهرباء والماء: سالم مثيب أحمد الأذينة
- وزير المواصلات: سامي عبد اللطيف النصف (استقالة) / سالم مثيب أحمد الأذينة
- وزير الأوقاف والشؤون الإسلامية: محمد عباس ربيع النومس
- وزير الإعلام: سامي النصف